# Фрайбургер
«Фрайбургер» (нім. «Freiburger FC») — німецький футбольний клуб з Фрайбурга. Заснований 17 лютого 1897 року.

## Досягнення
- Чемпіон Німеччини: 1907